# قاضی‌کندی
قاضی‌کندی یکی از روستاهای استان آذربایجان شرقی است که در دهستان ینگجه بخش حومه واقع شده‌است.این روستا ۷۶ نفر و ۲۶ خانوار جمعیت دارد.